# Mehmāndār-e Soflá
Mehmāndār-e Soflá (persiska: مهماندار سفلی) är en ort i Iran.   Den ligger i provinsen Östazarbaijan, i den nordvästra delen av landet, 500 km väster om huvudstaden Teheran. Mehmāndār-e Soflá ligger 1 289 meter över havet och antalet invånare är 940.
Terrängen runt Mehmāndār-e Soflá är platt. Runt Mehmāndār-e Soflá är det ganska tätbefolkat, med 90 invånare per kvadratkilometer. Närmaste större samhälle är Mīāndoāb, 10,2 km söder om Mehmāndār-e Soflá. Trakten runt Mehmāndār-e Soflá består till största delen av jordbruksmark.